# Fausto Bertoglio

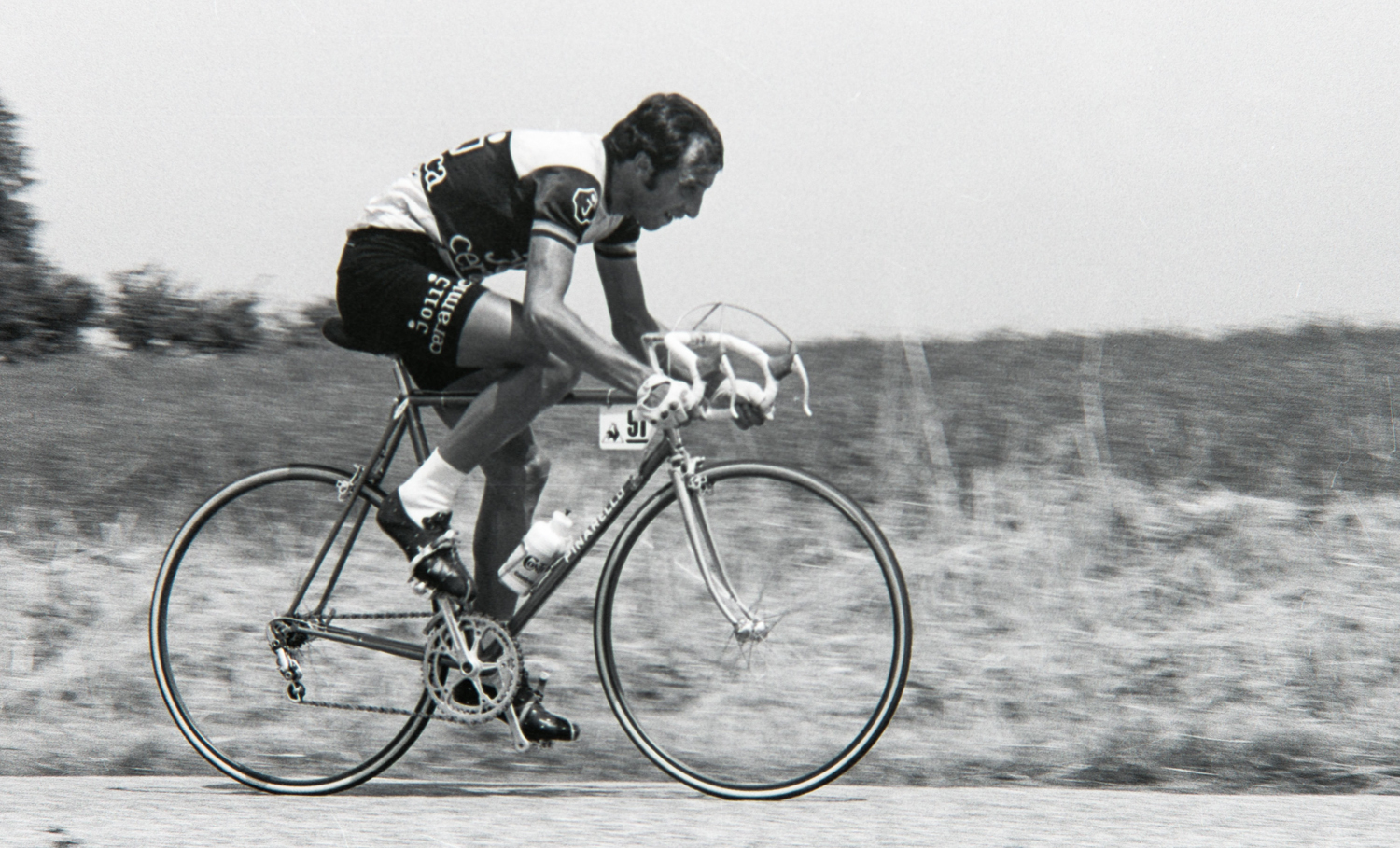
Fausto Bertogli bei der Tour de France 1976

Fausto Bertoglio (* 13. Januar 1949 in Brescia) ist ein ehemaliger italienischer Radrennfahrer.
Bertoglio war von 1973 bis 1980 Berufsfahrer. Sein größter Erfolg war 1975 der Gewinn der Gesamtwertung des Giro d’Italia mit der Mannschaft Jollj Ceramica. Er gewann im selben Jahr auch die Katalonien-Rundfahrt. 1976 beendete er den Giro d’Italia als Dritter und siegte bei der Coppa Placci. 1980 beendete er seine Karriere.

## Palmares
- Gesamtsieg Giro d’Italia 1975 (auch 17. Etappe)
- Gesamtsieg Katalonien-Rundfahrt 1975 (auch 2. Etappe)
- Coppa Placci 1976
- 8. Etappe der Katalonien-Rundfahrt 1976

## Teams
- Brooklyn (1973–1974)
- Jollj Ceramica (1975–1977)
- Selle Royal-Inoxpran (1978)
- San Giacomo-Mobilificio-Alan (1979)
- Sanson Luxor (1980)